# Nuage Privé Virtuel
 (novembre 2016).
Le contenu est difficilement compréhensible vu les erreurs de traduction, qui sont peut-être dues à l'utilisation d'un logiciel de traduction automatique.
Un Nuage Privé Virtuel, ou Cloud Virtuel Privé, ou Virtual Private Cloud (VPC) est un groupe de ressources informatiques configurables à la demande dans un environnement de cloud public, qui fournit un certain niveau d'isolement entre les différentes organisations (appelées utilisateurs) qui utilisent ces ressources. L'isolation entre le VPC et les autres utilisateurs du cloud est habituellement obtenue par l'utilisation d'un sous-réseau IP et d'un mécanisme de communication virtuel (tel qu'un VLAN ou un groupe de canaux chiffrés) pour chaque utilisateur.
Dans un VPC, le mécanisme décrit ci-dessus pour fournir une isolation dans le cloud, est complété par un service de VPN (pour chaque utilisateur) qui garantit la sécurité de l'accès des utilisateurs à distance aux ressources, grâce à un système d'authentification et de cryptographie.
Grâce à ces mécanismes d'isolement, l'organisation qui utilise le service travaille actuellement sur un 'nuage privé virtuel' (ie, comme si l'infrastructure n'a pas été partagée avec d'autres utilisateurs), d'où le nom VPC.
Les VPC sont couramment utilisés dans le contexte de l'infrastructure en tant que service (IaaS). Dans ce contexte, le fournisseur d'infrastructure (nuage) et le fournisseur de services VPC sur cette infrastructure pourraient être des entreprises différentes.

## Implémentations
Amazon Web Services a lancé son service Amazon Virtual Private Cloud le 26 août 2009, il permet la création de connexions entre Amazon Elastic Compute Cloud  et  d'autres réseaux à travers un VPN en utilisant le protocole IPsec,.
Google App Engine offre des fonctionnalités similaires à travers son produit Secure Data Connector publié le 7 avril 2009,. Google a cessé d'offrir ce service le 14 mars 2013 et n'accepte pas de nouveaux utilisateurs. Le service devrait continuer à fonctionner pour les utilisateurs existants jusqu'à avril 2015 au moins,.
HP offre un service Enterprise Cloud  qui comprend cloud privé, cloud géré et cloud public en utilisant OpenStack.
Microsoft Azure offre la possibilité de créer un VPC en utilisant des réseaux virtuels.
Cloud-Bricks.net est un exemple d'un fournisseur  de cloud privé sur du hardware dédié où aucune ressource n'est partagée avec d'autres utilisateurs.
FortyCloud est un exemple de VPC qui est offert sur les infrastructures de cloud public d'une tierce partie comme AWS EC2.
Host Virtual est un fournisseur d'infrastructure en tant que service qui intègre le VPC comme l'une de ses caractéristiques.
Il existe aussi des VPC régionaux comme Cloud-A  et cloud.ca, plates-formes canadiennes de cloud privé virtuel.